# Gare de Búcsúszentlászló
La gare de Búcsúszentlászló (en hongrois : Búcsúszentlászló vasútállomás) est une halte ferroviaire hongroise, située à Búcsúszentlászló.